# Pierre Berton (Dramatiker)

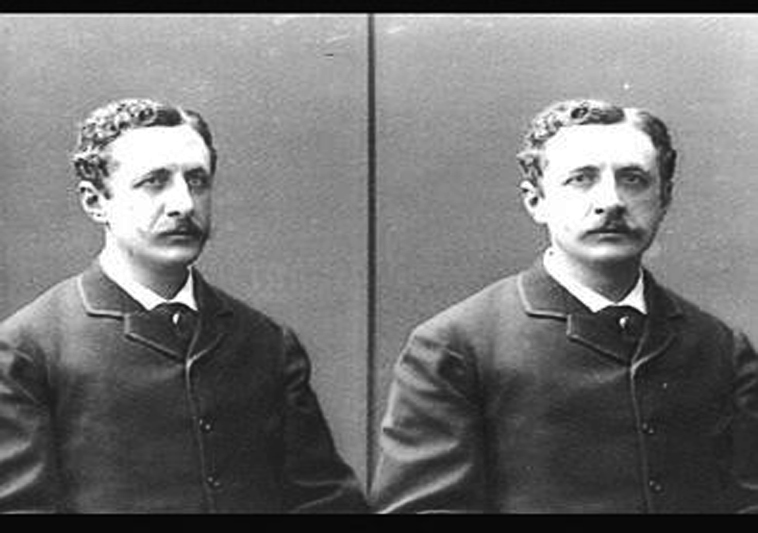
Pierre Berton, Fotografie von Nadar

Pierre Berton (* 6. März 1842 in Paris; † 24. Oktober 1912, bürgerlich Pierre François Samuel Montan) war ein französischer Schauspieler, Theaterautor und Komödiendichter.

## Leben
Pierre Berton wuchs als Sohn der Romanautorin Julie Félicie Caroline Samson und des Komödiendichters Charles Francisque Berton (bürgerlich Charles-François Montan Berton) auf. Sein Großvater war väterlicherseits der Komponist Henri Montan Berton, mütterlicherseits Joseph Isidore Samson, Mitglied der Comédie-Française.
Berton begann seine Laufbahn als Schauspieler in komischen Produktionen der Pariser Bühnen, mit Erfolgen am Gymnase, am Odeon, am Théâtre-Français und im Vaudeville. 1865 debütierte er als Bühnenautor mit dem komischen Einakter Les Jurons de Cadillac; zwei Jahre später folgte die Komödie La Vertu de ma femme. Seine Doppelrolle als Autor und Darsteller in komischen Theaterstücken setzte er in den folgenden dreißig Jahren fort. Gegen Ende des 20. Jahrhunderts trat er dann nicht mehr als Schauspieler auf, schrieb jedoch bis zu seinem Tode weiterhin für das Theater.
Von 1908 bis 1909 erschienen seine Erinnerungen in Le Figaro Littéraire (Souvenirs de la vie de théâtre), die 1913 als Buch herausgegeben wurden.

## Theaterrollen
- 1864: Les Flibustiers de la Sonore von Gustave Aimard und Amédée Rolland, Théâtre de la Porte-Saint-Martin
- 1869: Patrie! von Victorien Sardou, Théâtre de la Porte-Saint-Martin
- 1882: Fédora von Victorien Sardou, Théâtre du Vaudeville
- 1886: Le Crocodile von Victorien Sardou, Théâtre de la Porte-Saint-Martin
- 1887: La Tosca von Victorien Sardou, Théâtre de la Porte-Saint-Martin
- 1891: L’Impératrice Faustine von Stanislas Rzewuski, Théâtre de la Porte-Saint-Martin
- 1895: Le Collier de la reine von Pierre Decourcelle, Théâtre de la Porte-Saint-Martin

## Theaterautor
- 1862: Le Pavé von George Sand, in den Hauptrollen Pierre Chéri Lafont, Pierre Berton, Marie Delaporte, Anna Chéri-Lesueur
- 1865: Les Jurons de Cadillac, Komödie in einem Akt, Théâtre du Gymnase
- 1867: La Vertu de ma femme, Komödie in einem Akt, Théâtre du Gymnase
- 1868: Didier, Drama in drei Akten, Théâtre de l’Odéon
- 1880: La Tempête, symphonische Dichtung in drei Sätzen nach Shakespeare, Gedicht von Armand Silvestre und Pierre Berton, komponiert von Alphonse Duvernoy, Théâtre du Châtelet
- 1882: Sardanapalus, Oper in drei Akten nach Lord Byron, Libretto von Pierre Berton, Musik von Alphonse Duvernoy, Concerts Lamoureux
- 1889: Léna, Stück in vier Akten mit Sarah Bernhardt, Théâtre des Variétés
- 1894: Les Chouans, Drama in fünf Akten von Pierre Berton und Émile Blavet nach Balzac, Théâtre de l’Ambigu
- 1898: Zaza, Drama in fünf Akten von Pierre Berton und Charles Simon, Théâtre du Vaudeville. Für die Vereinigten Staaten adaptiert von David Belasco, Premiere in Washington, D.C. 1898
- 1901: Yvette, Komödie in drei Akten nach Guy de Maupassant, Théâtre du Vaudeville
- 1905: La Belle Marseillaise, Drama in vier Akten, Théâtre de l’Ambigu
- 1909: La Rencontre, Stück in vier Akten, Comédie-Française
- 1912: Mioche, Stück in drei Akten, Théâtre du Vaudeville

## Werke
- Souvenirs de la vie de théâtre. La Revue de Paris, Paris 1913.